# Lisca (allenatore di calcio)
Luiz Carlos Cirne Lima de Lorenzi, meglio noto come Lisca (Porto Alegre, 11 agosto 1972), è un allenatore di calcio brasiliano.

## Palmarès
- Campeonato Gaúcho Série B: 1

Porto Alegre: 2009
- Copa FMF: 1

Luverdense: 2011
- Copa FGF: 1

Juventude: 2012